# Harold M. Shaw

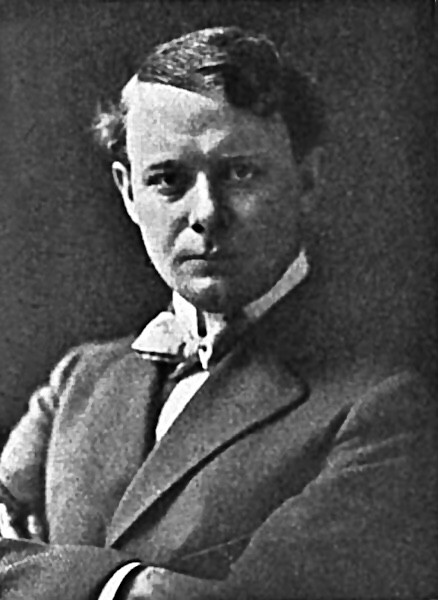
Harold M. Shaw (1912)

Harold Marvin Shaw (* 3. November 1877 in Brownsville, Tennessee; † 30. Januar 1926 in Los Angeles, Kalifornien) war ein US-amerikanischer Schauspieler, Filmregisseur und Drehbuchautor der Stummfilm-Ära.

## Leben
Harold M. Shaw begann seine Karriere mit 16 Jahren am Theater in San Francisco. Ab 1909 trat er auch in zahlreichen Stummfilmen der Edison Manufacturing Company unter Regisseuren wie J. Searle Dawley, Edwin S. Porter, Bannister Merwin, Oscar Apfel, Ashley Miller oder Charles Brabin auf.
Ab dem Jahr 1912 folgten auch erste Regie-Arbeiten für die Edison Manufacturing Company, darunter The Land Beyond the Sunset (1912). Danach war er kurzzeitig für die Independent Moving Pictures Company tätig. Mitte des Jahres 1913 wechselte er gemeinsam mit George Loane Tucker nach England zur London Film Company, wo über 30 Filme unter seiner Regie entstanden. Zu seinen erfolgreichsten Produktionen aus dieser Schaffensphase zählen The House of Temperley (1913), eine Verfilmung von Arthur Conan Doyles Historienroman Rodney Stone, und Trilby (1914), einer Adaption des gleichnamigen Romans von George du Maurier. Während des Ersten Weltkrieges entstand der Rekrutierungsfilm You (1916).
Nachdem die London Film Company in finanzielle Schwierigkeiten geraten war, unterzeichnete Shaw 1916 einen Vertrag mit dem südafrikanischen Unternehmer I. W. Schlesinger für dessen Studio African Film Productions. Als erstes Projekt aus dieser Zusammenarbeit entstand der Historienfilm De Voortrekkers (1916), der die Geschichte des Großen Trecks der Buren und der Schlacht am Blood River erzählte. Er gilt als ältester erhaltener Langfilm aus südafrikanischer Produktion.
Als nächstes Filmprojekt war zunächst Symbol of Sacrifice geplant, aber nach einem Streit zwischen Shaw und Schlesinger übernahm Dick Cruikshanks die Regie des Films. Shaw drehte in Südafrika noch die Filme The Rose of Rhodesia (1918) und Thoroughbreds All (1919), bevor er nach Großbritannien zurückkehrte.
1920 drehte er in der Sowjetunion das Melodram Land of Mystery, das sehr lose auf dem Leben Lenins basierte. In den nächsten Jahren entstanden unter anderem mit Kipps (1921) und The Wheels of Chance (1922) Adaptionen von Werken des Schriftstellers H. G. Wells.
Shaw zog 1922 in die Vereinigten Staaten zurück, wo er noch wenige Filme für die Metro Pictures Corporation drehte, bevor er sich vom Filmemachen zurückzog. Am 30. Januar 1926 starb er bei einem Verkehrsunfall in Los Angeles.
In vielen seiner Filme trat Edna Flugrath auf, die er 1911 kennengelernt hatte und mit der er von 1916 bis zu seinem Tod verheiratet war.
Nur wenige seiner Filme blieben erhalten.

## Filmografie (Auswahl)
Schauspieler
- 1909: Lochinvar (Kurzfilm)
- 1909: A Rose of the Tenderloin (Kurzfilm)
- 1910: Michael Strogoff (Kurzfilm)
- 1910: The Attack on the Mill (Kurzfilm)
- 1911: The Child and the Tramp (Kurzfilm)
- 1911: The Niece and the Chorus Lady (Kurzfilm)
- 1911: Bob and Rowdy (Kurzfilm)
- 1911: Sir George and the Heiress (Kurzfilm)
- 1911: The Modern Dianas (Kurzfilm)
- 1911: The Three Musketeers: Part 1 (Kurzfilm)
- 1911: The Three Musketeers: Part 2 (Kurzfilm)
- 1911: Mary’s Masquerade (Kurzfilm)
- 1911: The Death of Nathan Hale (Kurzfilm)
- 1911: Foul Play (Kurzfilm)
- 1911: How Mrs. Murray Saved the American Army (Kurzfilm)
- 1911: Her Wedding Ring (Kurzfilm)
- 1911: A Conspiracy Against the King (Kurzfilm)
- 1911: The Kid from the Klondike (Kurzfilm)
- 1911: The Reform Candidate (Kurzfilm)
- 1911: A Modern Cinderella (Kurzfilm)
- 1911: The Black Arrow (Kurzfilm)
- 1911: Home (Kurzfilm)
- 1911: The Lure of the City (Kurzfilm)
- 1911: The Awakening of John Bond (Kurzfilm)
- 1911: Santa Claus and the Clubman (Kurzfilm)
- 1912: Freezing Auntie (Kurzfilm)
- 1912: Thirty Days at Hard Labor (Kurzfilm)
- 1912: A Question of Seconds (Kurzfilm)
- 1912: The Bachelor's Waterloo (Kurzfilm)
- 1912: The Jewels (Kurzfilm)
- 1912: Mother and Daughters (Kurzfilm)
- 1912: The Corsican Brothers (Kurzfilm)
- 1912: The Nurse (Kurzfilm)
- 1912: Tony's Oath of Vengeance (Kurzfilm)
- 1912: The Heir Apparent (Kurzfilm)
- 1912: The Patent Housekeeper (Kurzfilm)
- 1912: For the Commonwealth (Kurzfilm)
- 1912: Her Face (Kurzfilm)
- 1912: How Washington Crossed the Delaware (Kurzfilm)
- 1912: The Mine on the Yukon (Short)
- 1912: The Boss of Lumber Camp Number Four (Short)
- 1912: The Guilty Party (Kurzfilm)
- 1912: The Bank President’s Son (Kurzfilm)
- 1912: The Convict's Parole (Kurzfilm)
- 1912: A Romance of the Ice Fields (Kurzfilm)
- 1912: Jim's Wife (Kurzfilm)
- 1912: The Man Who Made Good (Kurzfilm)
- 1912: Martin Chuzzlewit (Kurzfilm)
- 1912: A Man in the Making (Kurzfilm)
- 1912: Master and Pupil (Kurzfilm)
- 1912: What Happened to Mary (Kurzfilm)
- 1912: The Affair at Raynor's (Kurzfilm)
- 1913: The Wop (Kurzfilm)
- 1913: Who Will Marry Mary?
- 1913: The Stolen Love (Kurzfilm)
- 1914: The Call of the Drum (Kurzfilm)

Regie
- 1912: The Governor (Kurzfilm)
- 1912: Hearts and Diamonds (Kurzfilm)
- 1912: The Grandfather (Kurzfilm)
- 1912: Mary in Stage Land (Kurzfilm)
- 1912: The Girl from the Country (Kurzfilm)
- 1912: A Fresh Air Romance (Kurzfilm)
- 1912: At the Masquerade Ball (Kurzfilm)
- 1912: The Land Beyond the Sunset (Kurzfilm)
- 1912: The New Member of the Life Saving Crew (Kurzfilm)
- 1912: Romance of the Rails (Kurzfilm)
- 1912: The Old Reporter (Kurzfilm)
- 1912: The Third Thanksgiving (Kurzfilm)
- 1912: On Donovan's Division (Kurzfilm)
- 1912: A Christmas Accident (Kurzfilm)
- 1912: The Crime of Carelessness (Kurzfilm)
- 1912: For Her (Kurzfilm)
- 1913: The New Day's Dawn (Kurzfilm)
- 1913: At Bear Track Gulch (Kurzfilm)
- 1913: A Perilous Cargo (Kurzfilm)
- 1913: The Phantom Ship (Kurzfilm)
- 1913: The Cub (Kurzfilm)
- 1913: The Old Melody (Kurzfilm)
- 1913: The House of Temperley
- 1914: The Bosun's Mate (Kurzfilm)
- 1914: Lawyer Quince (Kurzfilm)
- 1914: Her Children (Kurzfilm)
- 1914: Beauty and the Barge (Kurzfilm)
- 1914: The Ring and the Rajah (Kurzfilm)
- 1914: Duty (Kurzfilm)
- 1914: Branscombe's Pal (Kurzfilm)
- 1914: Clancarty (Kurzfilm)
- 1914: Child o' My Heart (Kurzfilm)
- 1914: England's Menace (Kurzfilm)
- 1914: Trilby
- 1914: Bootle's Baby
- 1914: For the Empire (Kurzfilm)
- 1914: Two Little Ambitions (Kurzfilm)
- 1914: The King's Minister (Kurzfilm)
- 1914: Two Little Britons (Kurzfilm)
- 1914: V.C. (Kurzfilm)
- 1914: A Christmas Carol (Kurzfilm)
- 1914: The Two Columbines (Kurzfilm)
- 1914: Lil o' London (Kurzfilm)
- 1914: The Incomparable Bellairs
- 1914: Liberty Hall
- 1915: Brother Officers
- 1915: The Ashes of Revenge
- 1915: A Garrett in Bohemia (Kurzfilm)
- 1915: The Heart of a Child
- 1915: The Derby Winner
- 1915: The Third Generation
- 1915: Mr. Lyndon at Liberty
- 1915: The Heart of Sister Ann
- 1915: The Firm of Girdlestone
- 1916: You (Kurzfilm)
- 1916: Me and Me Moke
- 1916: The Last Challenge (Kurzfilm)
- 1916: De Voortrekkers
- 1916: The Two Roads
- 1918: The Rose of Rhodesia
- 1919: Thoroughbreds All
- 1920: True Tilda
- 1920: The Pursuit of Pamela
- 1920: London Pride
- 1920: The Land of Mystery
- 1921: Kipps
- 1921: The Woman of His Dream
- 1921: A Dear Fool
- 1921: General John Regan
- 1922 False Evidence
- 1922: The Wheels of Chance
- 1922: Love and a Whirlwind
- 1923: Rouged Lips
- 1923: Held to Answer
- 1924: A Fool's Awakening

Drehbuch
- 1916: Gloria
- 1918: The Rose of Rhodesia
- 1919: Thoroughbreds All